# Scharffia holmi
Scharffia holmi är en spindelart som beskrevs av Griswold 1997. Scharffia holmi ingår i släktet Scharffia och familjen Cyatholipidae.
Artens utbredningsområde är Kenya. Inga underarter finns listade i Catalogue of Life.